# La Guerche
La Guerche är en kommun i departementet Indre-et-Loire i regionen Centre-Val de Loire i de centrala delarna av Frankrike. Kommunen ligger i kantonen Le Grand-Pressigny som tillhör arrondissementet Loches. År 2022 hade La Guerche 175 invånare.

## Befolkningsutveckling
Antalet invånare i kommunen La Guerche
Referens:INSEE